# Potentilla szovitsii
Potentilla szovitsii är en rosväxtart som beskrevs av Franz Theodor Wolf. Potentilla szovitsii ingår i Fingerörtssläktet som ingår i familjen rosväxter. Inga underarter finns listade i Catalogue of Life.